# Chaédria LaBouvier
Chaédria LaBouvier é uma curadora e jornalista americana. Em 2019, LaBouvier se tornou a primeira mulher negra a curar uma exposição individual para o Museu Solomon R. Guggenheim e escrever um texto para o museu. Suas críticas do museu fizeram com contratassem o primeiro curador negro em tempo integral no mesmo ano.

## Biografia
LaBouvier se formou na Williams College em 2007. Ela possui um mestrado em Belas Artes com especialização em roteiro pela Universidade da Califórnia, Los Angeles (UCLA). O interesse de LaBouvier em Jean-Michel Basquiat começou aos 18 anos, quando ela iniciou uma pesquisa sobre o artista.
LaBouvier foi a primeira mulher negra na história do Museu Guggenheim a organizar uma exposição individual. Sua exposição, Basquiat's Defacement: The Untold Story, abriu em 2019 e cobriu não apenas o trabalho de Basquiat, mas também a história de Michael Stewart, cuja suposta morte por violência policial foi a inspiração para a pintura A morte de Michael Stewart. Outras pinturas de Basquiat sobre o tema da violência policial, assim como peças de arte sobre Michael Stewart por Keith Haring, George Condo e Lyle Ashton Harris, também foram incluídas na exposição. De acordo com uma crítica publicada pelo WYNC, o foco em Stewart e na luta dos negros que vivem nos Estados Unidos diferenciam esta exposição de outras com Basquiat. O programa durou cinco meses e recebeu milhares de visitantes.
LaBouvier é também a primeiro autora negra a escrever um texto publicado pelo museu. Após críticas de LaBouvier, o Guggenheim contratou sua primeira curadora negra em tempo integral, Ashley James, em 2019.
LaBouvier também trabalha como jornalista, além de ser ativista. Escreveu para Elle, Refinery29, New York Magazine, Allure e Vice.